# Editio Critica Maior
Die Editio Critica Maior (ECM) ist die bisher umfangreichste textkritische wissenschaftliche Ausgabe des griechischen Neuen Testaments. Das Projekt wird von der Union der deutschen Akademien der Wissenschaften gefördert. Herausgegeben wird sie durch das Institut für Neutestamentliche Textforschung, an dem von Kurt Aland bereits über Jahrzehnte hinweg das Novum Testamentum Graece (Nestle-Aland) erarbeitet wurde, das weltweit vielen Übersetzungen des Neuen Testaments zu Grunde liegt. Die Ausgabe erfolgt in Kooperation mit dem International Greek New Testament Project. Sie soll bis zum Jahr 2030 vollständig vorliegen. 
Es zeichnet sich ab, dass dabei der durch diese neue Methode gewonnene Text an vielen Stellen gegenüber den bisherigen Ausgaben geändert werden muss, so etwa eine Textstelle in der Offenbarung des Johannes (Offb 21,6 ), bei der sich zeigte, dass der Wortlaut „Ich bin geworden, ich, das Alpha und Omega“ besser bezeugt ist als die bisher übliche Lesart „Es ist geschehen, ich bin das Alpha und Omega“.

## Arbeitsweise
Die ECM dokumentiert die griechische Textgeschichte des ersten Jahrtausends anhand der überlieferungsgeschichtlich wichtigen griechischen Handschriften, alten Übersetzungen und neutestamentlichen Zitate in der antiken christlichen Literatur. Gegenüber den bisherigen wissenschaftlichen Textausgaben wird eine neue Methode angewandt, die erst mit computergestützten Datenbanken möglich wurde. Auf der Basis genealogischer Untersuchungen wird der Ausgangstext des griechischen Neuen Testaments rekonstruiert, das Material dazu wurde erstmals mit dieser Vollständigkeit aufbereitet. Die Auswertung des Materials versucht, eine computergestützte genealogische Abfolge der Textzeugen zu erstellen und zugleich dem Phänomen der hohen Kontamination von Bibelhandschriften gerecht zu werden. Kontamination bedeutet, dass ein Manuskript nicht einfach eine jüngere Abschrift einer ältere Handschrift ist, sondern dass der Abschreiber von zwei oder mehr verschiedenen Vorlagen abgeschrieben hat oder dass eine Handschrift nachträglich anhand der Lesarten einer anderen Handschrift abgeändert wurde. Eine Handschrift kann somit mehrere Mütter zugleich haben. Gleichlautende Varianten können zufällig mehrfach entstehen und sind nicht immer ein Indiz für genealogischen Zusammenhang. 

## Die Anfänge
Am Institut für Neutestamentliche Textforschung (INTF) wurden, seit seiner Gründung 1959 durch Kurt Aland, auf teilweise abenteuerlichen Expeditionen bisher unbekannte und verschollene Handschriften ausfindig gemacht und abfotografiert sowie alle bisher bekannten Handschriften erfasst und katalogisiert, als jüngste Handschriften aus dem 17. Jahrhundert. Das INTF gelangte so in den Besitz von über 90 % des bekannten Materials auf Mikrofilm oder Foto. 

## Erste Auswertung
Zunächst wurde Mitte der 1980er Jahre ein Textstellenprogramm realisiert. Es schied die gleichförmigen Texte aus, die bekanntermaßen in der Überlieferung des Hochmittelalters den Hauptanteil ausmachten. Nach der Ausscheidung dieser Texte steht nun das für die Textgeschichte vor allem des ersten Jahrtausends relevante Material zur Verfügung: neben den Handschriften dieses Zeitraums auch die zahlreichen unter den späteren, die die ältere Textgeschichte spiegeln. Die eigentliche Editionsarbeit konnte beginnen. Die immer noch sehr hohe Zahl textgeschichtlich relevanter Handschriften wird nach und nach transkribiert und einem vollständigen Textvergleich unterzogen (Vollkollation). Die Ergebnisse werden in Datenbanken festgehalten. Das erlaubt erstmals eine computergestützte Erforschung des Gesamtmaterials. Dabei ist vor allem die Gewinnung genealogischer Daten von Bedeutung, die die Textgeschichte und besonders ihre Anfänge erhellen. Die spezifischen Probleme, die es bei dieser Überlieferung gibt, treten nun deutlich hervor.

## Die Digitalisierung
Das Institut setzt auf allen Ebenen seiner philologischen Arbeit digitale Methoden ein: Handschriften werden in größtmöglicher Qualität als digitale Fotos erfasst. Diese Fotos sind Grundlage für die am Computer zu erstellenden Transkriptionen. Mittels der Software Collate wird dann die Erstellung eines kritischen Apparates vorbereitet. 
Neben der in Buchform publizierten Edition (jeweils mit den Teilbänden Text, Begleitende Materialien und Untersuchungen) wird eine digitale Plattform entwickelt, die den Online-Zugriff auf alle Daten erlaubt, die während der Arbeit an der ECM gesammelt werden. Dazu gehören vor allem die diplomatischen Transkripte aller in der ECM verwendeten Handschriften und die Datenbanken, auf denen die ECM beruht. Aber auch die Verbindung zu den Fotos im Virtuellen Handschriften-Lesesaal soll sukzessive möglich sein. Teil der digitalen Plattform werden auch Programme sein, die das Material erschließen und dem Nutzer die eigene Anwendung der Kohärenzbasierten genealogischen Methode ermöglichen. In Kooperation mit dem Zentrum für Informationsverarbeitung der Universität Münster und der Universitätsbibliothek werden die Ausgangsdaten so gespeichert, dass eine ständige Verfügbarkeit garantiert ist.

## Die gedruckten Teillieferungen
Die gedruckten Ausgaben erscheinen bei der Deutschen Bibelgesellschaft.
Die Evangelien
- Novum Testamentum Graecum Editio Critica Maior, I/2, Das Markusevangelium. The Gospel according to Mark. ISBN 978-3-438-05618-4

Die Apostelgeschichte
- Novum Testamentum Graecum Editio Critica Maior, III/1.1, Die Apostelgeschichte Teil 1.1, Text, Kapitel 1-14, ISBN 978-3-438-05609-2
- Novum Testamentum Graecum Editio Critica Maior, III/1.2, Die Apostelgeschichte Teil 1.2, Text, Kapitel 15-28, ISBN 978-3-438-05610-8
- Novum Testamentum Graecum Editio Critica Maior, III/2, Die Apostelgeschichte Teil 2, Begleitende Materialien, ISBN 978-3-438-05612-2
- Novum Testamentum Graecum Editio Critica Maior, III/3, Die Apostelgeschichte Teil 3, Studien, ISBN 978-3-438-05613-9

Die Katholischen Briefe
- Novum Testamentum Graecum Editio Critica Maior, IV/1, Die Katholischen Briefe Teil 1, Text, ISBN 978-3-438-05606-1
- Novum Testamentum Graecum Editio Critica Maior, IV/2, Die Katholischen Briefe Teil 2, Begleitende Materialien, ISBN 978-3-438-05607-8

Parallelperikopen
- Novum Testamentum Graecum Editio Critica Maior, Parallelperikopen, ISBN 978-3-438-05608-5

Die neueren Ausgaben des Nestle-Aland in der 28. Auflage und die 5. Auflage des Greek New Testament der United Bible Societies richten sich im Text nach der ECM, soweit sie bisher erschienen ist.